# بنة شير محمد (للر وكتك)
بنة شير محمد (بالفارسية: بنه شیرمحمد) هي منطقة سكنية تقع في إيران في قسم للر وكتك الريفي. يقدر عدد سكانها بـ 217 نسمة بحسب إحصاء 2016.